# Янкелевич Леон Феліксович
Леон Феліксович Янкелевич (3 січня 1950, село Науїнінкай (Дорбра Новіна), тепер Шальчинінкського району Вільнюського повіту, Литва) — радянський діяч, секретар ЦК КП Литви (на платформі КПРС). Депутат Верховної ради (відновлювального Сейму) Литовської Республіки в 1990—1992 роках.

## Життєпис
У 1968 році працював ветеринарним лікарем радгоспу «Скинімай» Шальчинінкайського району Литовської РСР.
З 1968 до 1970 року служив у Радянській армії.
У 1970—1972 роках — ветеринарний лікар в Гуделяї, завідувач Яшюнайської ветеринарної лікарні. З 1972 року працював в містечку Тургеляй.
У 1976 році закінчив Московську ветеринарну академію імені Скрябіна, ветеринарний лікар.
До 1978 року — 2-й секретар, 1-й секретар Шальчинінкайського районного комітету ЛКСМ Литви.
Член КПРС з 1978 року.
У 1978—1981 роках — завідувач відділу Шальчинінкайського районного комітету КП Литви.
У 1981—1983 роках — слухач Ленінградської вищої партійної школи.
У січні 1983—1988 роках — інспектор відділу організаційно-партійної роботи ЦК КП Литви.
У 1988—1989 роках — голова виконавчого комітету Шальчинінкайської районної ради народних депутатів.
У 1989—1990 роках — 1-й секретар Шальчинінкайського районного комітету КП Литви.
У березні 1990 року утримався від голосування про відновлення незалежної Литовської держави. З 20 березня 1990 року — член Тимчасової комісії з питань східної Литви та Бюджетної комісії Верховної ради Литовської Республіки. З 29 травня 1991 року — член польської фракції Верховної ради Литовської Республіки.
21 квітня 1990 — серпень 1991 року — секретар ЦК КП Литви (на платформі КПРС).
У 1992 році, після закінчення терміну повноважень Верховної ради Литовської Республіки, його судили як польського автономіста — члена польської групи, яка, скориставшись розпадом СРСР, прагнула створити польське територіальне автономне утворення на південному сході Литви.
Подальша доля невідома.